# Scogli Bacili (isola Lunga)
Gli scogli Bacili, Bacilli o Lagne (in croato Lagnići) sono due piccoli isolotti della Dalmazia settentrionale, in Croazia, che fanno parte dell'arcipelago zaratino. Si trovano nel mar Adriatico centrale, a nord-ovest dell'isola Lunga. Amministrativamente appartengono al comune di Sale, nella regione zaratina.

## Geografia
I due isolotti Bacili si trovano a nord-ovest di Punte Bianche, l'estremità occidentale dell'isola Lunga, detta anche punta Grande o Grossa (Veli Rat):
- Bacillo Grande[5] o Lagan Grande[8] (Veli Lagan), ha una forma allungata, una superficie di 0,022 km²[10] e una costa lunga 0,69 km[10]; si trova a circa 1,2 km[11] di distanza dalla costa dell'isola Lunga.
- Bacillo Piccolo[5] o Lagan Piccolo[12] (Mali Lagan), che si trova circa 260 m[11] a nord-ovest del precedente, ha una superficie di 0,01 km²[10] e una costa lunga 0,37 km[10] 44°10′00″N 14°48′17″E.

### Cartografia
- (HR) Mappa topografica della Croazia 1:25000, su preglednik.arkod.hr. URL consultato il 29 luglio 2017.
- G. Giani, Carta prospettiva delle Comuni censuarie della Dalmazia, foglio 2, 1839. Fondo Miscellanea cartografica catastale, Archivio di Stato di Trieste.
- Carta di cabottaggio del mare Adriatico, foglio V, Milano, Istituto geografico militare, 1822-1824. URL consultato il 29 luglio 2017 (archiviato dall'url originale il 23 agosto 2021).